# Zeina Akar
Pour les articles homonymes, voir Akar et Adra.
Zeina Akar Adra (en arabe : زينة عكر عدرا), née en 1964,[réf. nécessaire] est une femme politique libanaise.
Elle est ministre de la Défense et vice-premier ministre du Liban de 2020 à 2021. Elle est la première femme ministre de la Défense du monde arabe.

## Biographie

### Jeunesse et formation
Zeina Akar est née dans le district du Koura. Elle est titulaire d'un baccalauréat en marketing et gestion de l'université libanaise américaine.

### Débuts professionnels
En 1998, elle et son mari Jawad Adra fondent l'Association de développement social et culturel (INMA), une ONG de développement chargée de fournir des services éducatifs, sanitaires et économiques à Kefraya et au Liban. Elle est directrice exécutive du cabinet de recherche et de conseil Information International, fondé par son mari.

### Carrière politique
Choisie par le président Michel Aoun, Zeina Akar Adra est nommée ministre de la Défense et vice-Premier ministre en janvier 2020. Elle est une des six femmes nommées parmi les vingt membres du nouveau gouvernement dirigé par le Premier ministre Hassan Diab, la première femme ministre de la Défense du pays et la première femme ministre de la Défense du monde arabe,,. La nomination des six femmes au Cabinet libanais est accueillie par « une vague de commentaires et de blagues les sexualisant et les objectivant ». Cependant, cela a été rectifié à un stade ultérieur où Zeina Akar a été félicitée pour ses compétences managériales et organisationnelles exceptionnelles[réf. nécessaire].
Zeina Akar n'a aucune formation militaire ou de défense. Interrogé sur sa nomination, Hassan Diab a mis en doute la nécessité d'avoir des spécialistes pour le poste. Zeina Akar est accusée d'être affiliée à divers partis politiques, mais des sources démentent cette affirmation en affirmant qu'elle n'a aucune origine partisane et a été choisie par le président Michel Aoun. L'avocat Imad al-Hout a déclaré : « Il est clair que le choix des ministres, y compris le ministre de la Défense, n'était pas basé principalement sur l'efficacité mais sur la loyauté ». Le cabinet dans son ensemble a été qualifié de « technocratique ».
Lors de la cérémonie de passation des pouvoirs le 23 janvier 2020, lorsqu'elle remplace Elias Bou Saab, Zeina Akar évoque le droit du peuple de manifester et de faire pression sur le gouvernement et la responsabilité du gouvernement d'agir dans l'intérêt supérieur du peuple. Elle déclare que sa priorité est de lutter contre la corruption et elle demande de regarder ce qu'elle fera avant de la juger. À la suite des explosions à Beyrouth le 4 août 2020, le gouvernement de Hassan Diab démissionne le 10 août et Zeina Akar conserve provisoirement le ministère jusqu'à ce qu'un gouvernement remplaçant soit constitué.

## Vie privée
Zeina Akar est orthodoxe grecque,. Elle est mariée à Jawad Adra, un homme d'affaires sunnite qui dirige l'une des plus grandes entreprises de recherche du pays,, et a fondé le musée Nabu avec des artéfacts provenant principalement de sa collection privée. Ils se sont mariés à Chypre car ils ne pouvaient pas avoir de mariage civil au Liban en tant que chrétien et musulman.